# Mariëndal (Den Helder)
Het Mariëndal is een recreatiepark en natuurgebied in de Nederlandse plaats Den Helder. Het bezoekerscentrum De Helderse Vallei is in het gebied gelegen. Het gebied grenst in het noorden aan het bos de Donkere Duinen, in het oosten aan Nieuw-Den Helder en de kanoroute, in het zuiden aan bollenland en in het westen aan de Zanddijk en de duinen.
De buurt waarin het gebied ligt heet ook Mariëndal en maakt deel uit van de wijk Duinzoom. In het gebied bevindt zich een Toeristisch Overstappunt. Het wandelnetwerk Noord-Holland loopt zowel door het recreatie- als natuurgebied. Daarnaast loopt het Noord-Hollandpad door het gebied en voorheen ook een Waddenwandelen-route.

## Geschiedenis
De naam van het gebied komt van de begin 20e eeuw gebouwde hoeve Mariëndal, die weer vernoemd is naar het landgoed Mariëndaal bij Arnhem. Rond de jaren 80 waren in de hoeve eerst een restaurant en later een dancing gevestigd. Na deze invullingen werd de hoeve omgebouwd tot woonhuis.
Rond 1992 werd het recreatiepark aangelegd. Onderdeel van het park was een bijna zes kilometer lang aardwetenschappelijk leerpad waarbij de ontstaansgeschiedenis van de aarde werd verteld door middel van in beton gegoten fossielen. Het was de bedoeling om bij ieder tijdvak planten te planten die in de prehistorie voorkwamen. In het gebied bevond zich een met houten palen uitgebeeld vloerplan van een langgevelboerderij. Ook werd er een poel aangelegd met daaromheen zwerfkeien. Zowel bij het vloerplan als de zwerfkeien stond een informatiebord. Het plan werd in 1991 als onderdeel van een pakket cultuurhistorische activiteiten bekroond met de ANWB/NBT Toerisme Trofee. Een deel van deze route liep ook door het bos de Donkere Duinen.
In 2003 werd er een uitkijktoren in het Mariëndal gebouwd die de oude toren in het bos verving. Tussen 2004 en 2006 werd het park uitgebreid met een natuurgebied ten zuiden van het al bestaande park. Bollenland werd hier omgevormd tot een drassig graslandschap. Dit natuurgebied wordt beheerd door Landschap Noord-Holland. Tussen het gebied en de Zanddijk werd een sloot gegraven, een haye genoemd, zoals deze na de aanleg van de Zanddijk ook lag tussen Den Helder en Groote Keeten. Rond 2006 werd er in het recreatiegebied een mountainbikeroute aangelegd.
Op 12 juni 2010 werd in het park natuur- en milieueducatief centrum De Helderse Vallei geopend, dit verving educatief centrum De Groene Poolster in de binnenstad van Den Helder. Tegelijkertijd werden een nieuwe kinderboerderij en openluchttheater geopend die hun voorlopers in de Donkere Duinen vervingen.

## Recreatiepark

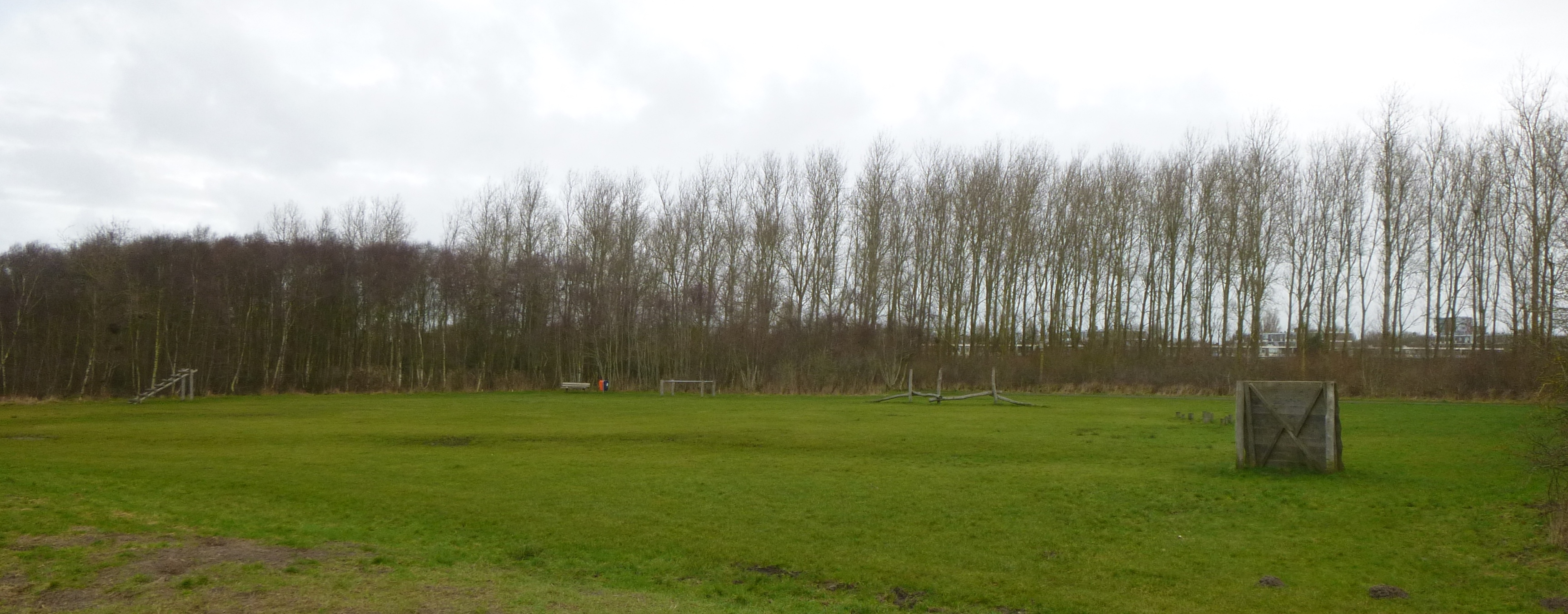
Trimbaan in het park

Van de eerder genoemde aardwetenschappelijke route zijn nog een drietal in beton gegoten fossielen in het park aanwezig, de route wordt echter niet meer onderhouden. Ook de poel met zwerfkeien is nog in het park te vinden. Tot de aanleg van De Helderse Vallei was in het park een tokkelbaan te vinden.
In het park bevindt zich een circa vijf kilometer lange mountainbikeroute. Verder zijn er een klimbos, een openluchttheater, een pannenkoekenrestaurant en een cafetaria te vinden. De uitkijktoren in het park staat op een kunstmatige heuvel en is meerdere keren het decor geweest van zelfdoding. Langs de oostrand van het park liggen kanoroutes, in het park zelf is een kanoverhuurbedrijf aanwezig. In het midden van het park ligt een vijver met een hondenstrandje. Op het naastgelegen veld is een trimbaan te vinden. Het recreatiepark is hondenlosloopgebied uitgezonderd het meest oostelijke deel en de De Helderse Vallei en omgeving. Aan bomen in het park hangen vleermuiskasten en vogelhuisjes.
Sinds 2019 wordt er in het gebied jaarlijks een pop-upcamping georganiseerd, voor en door mensen uit Den Helder, met de bedoeling mensen samen te brengen.

## Natuurgebied

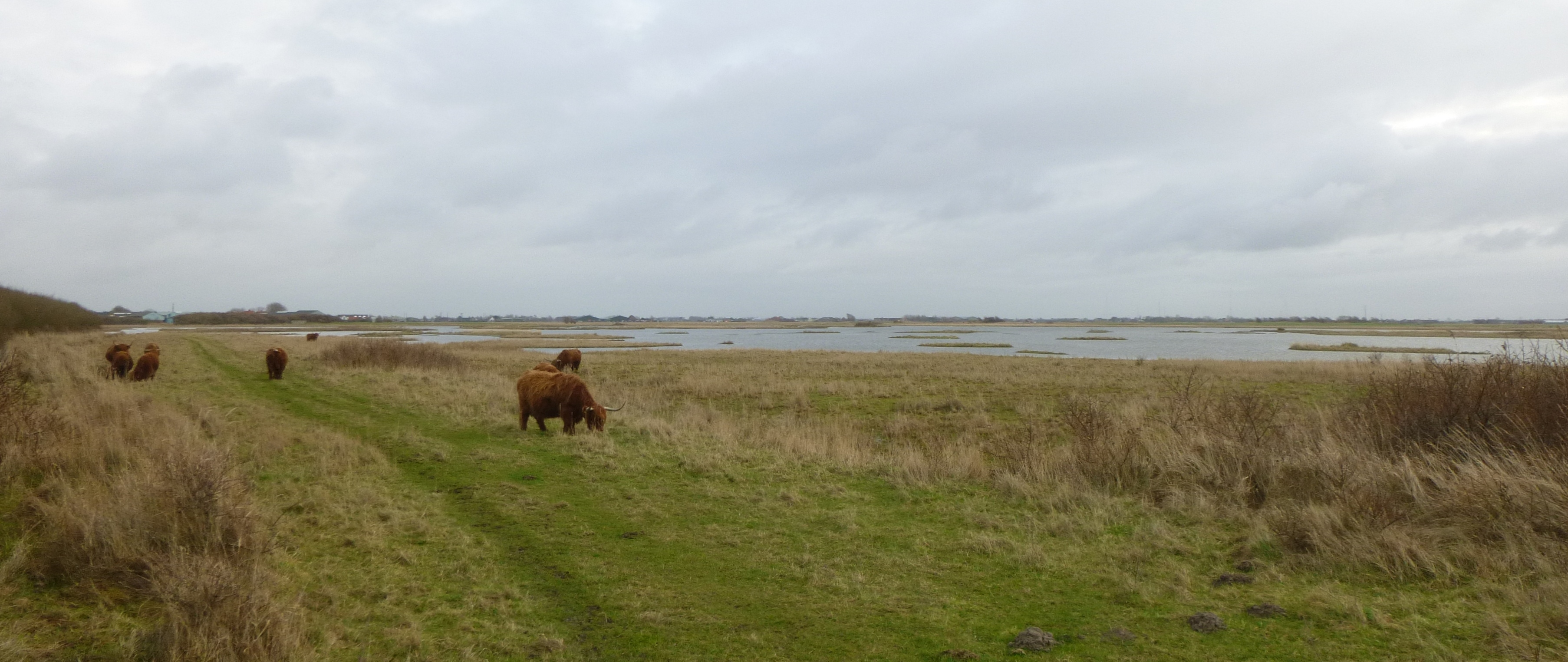
Grazende Schotse hooglanders in het natuurgebied

Het westelijk deel van het natuurgebied is een struingebied, wat betekent dat er geen vaste paden zijn en men overal mag wandelen. Dit deel wordt door een waterplas gescheiden van het oostelijke deel dat niet vrij toegankelijk is. Vanaf een vogeluitkijkpunt, toegankelijk via het fietspad van de oostelijk van het gebied gelegen kanoroute, kunnen vogels worden bekeken. Langs de noordwestelijke rand van het gebied bevond zich ook een vogelwand. Vanuit de westrand bij de duinen is een duinrel aangelegd vanwaaruit kwelwater uit de haye (sloot) richting de waterplas loopt. Om de watertoevoer te regelen staat er een Bosman-molentje die eigendom is van de Helderse Molenstichting "De Onderneming". Over deze duinrel bevindt zich een houten voetgangersbrug.
In het vrij toegankelijke deel graast een kudde Schotse hooglanders. In het niet toegankelijke deel grazen exmoorpony's. Verder komen in het gebied diverse soorten vlinders voor, waaronder de duinparelmoervlinder. De waterplaatsen zijn de broedplaats van kikkers en padden en ook de kleine modderkruiper werd er waargenomen. Er is een scala aan vogelsoorten in het gebied te vinden. Onder andere de steltkluut, Amerikaanse goudplevier, woestijnplevier en koereiger zijn er aangetroffen.

## Fotogalerij

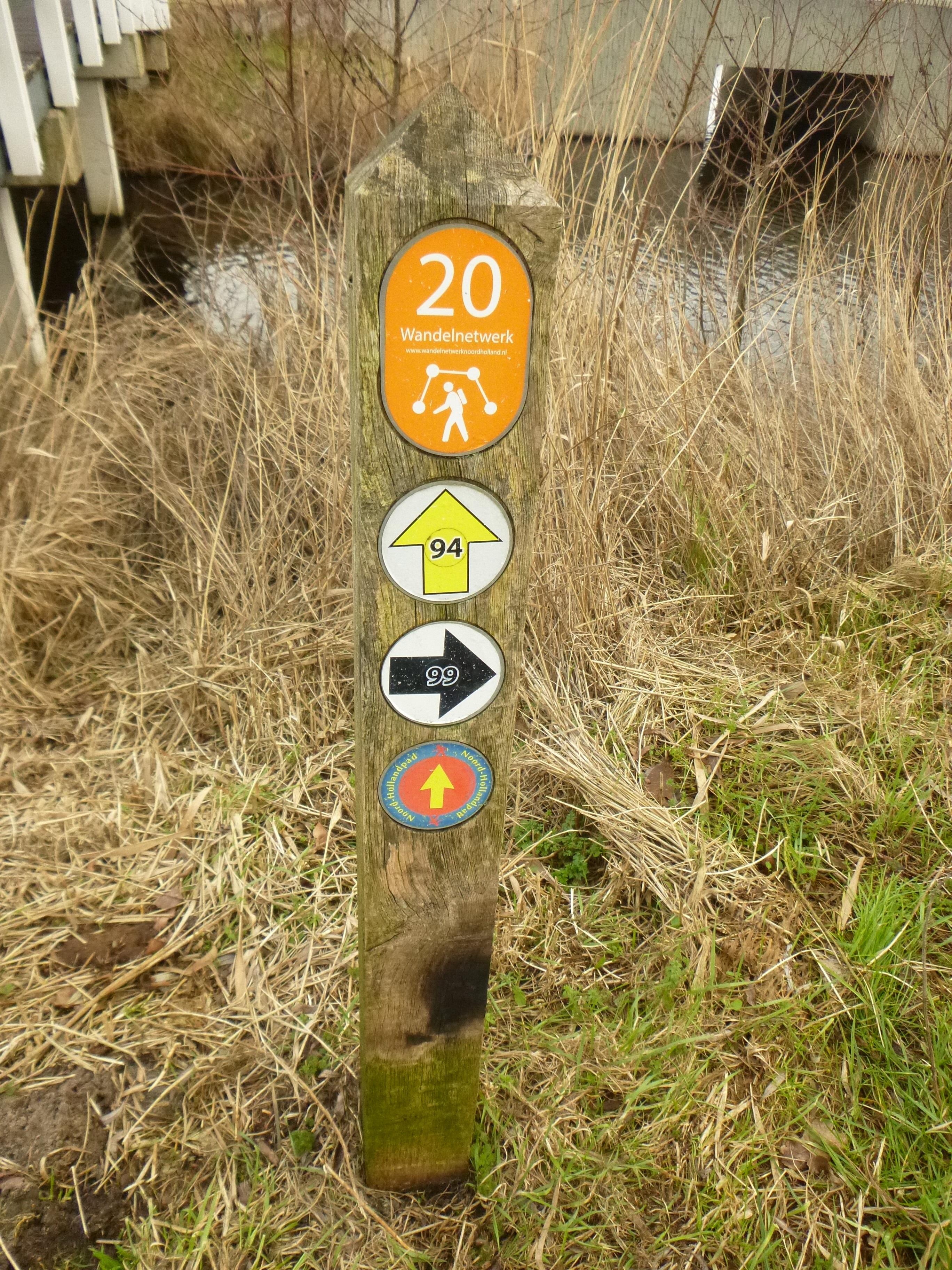
Bewegwijzering wandelroutes
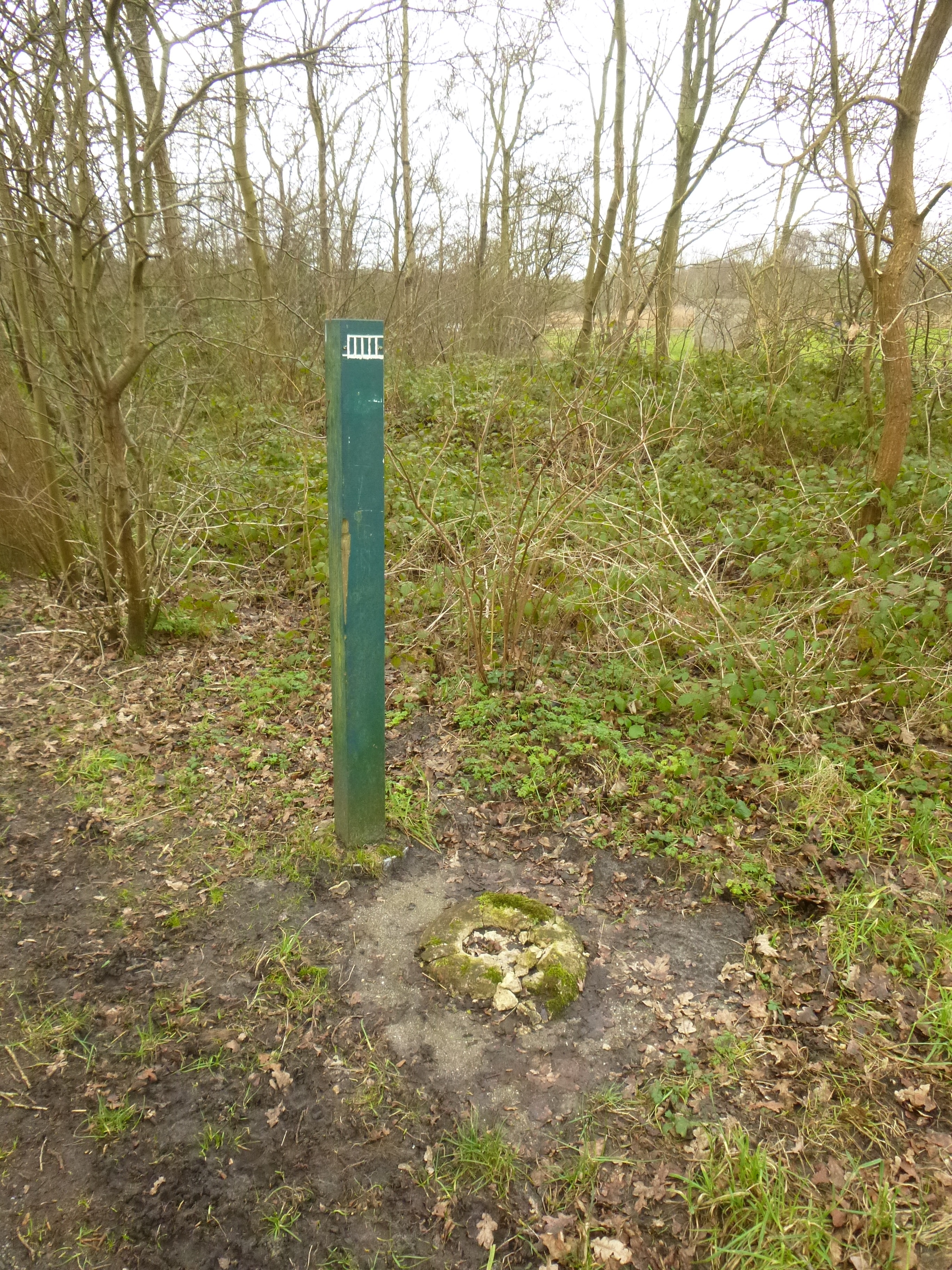
Overblijfselen van het aardwetenschappelijk leerpad
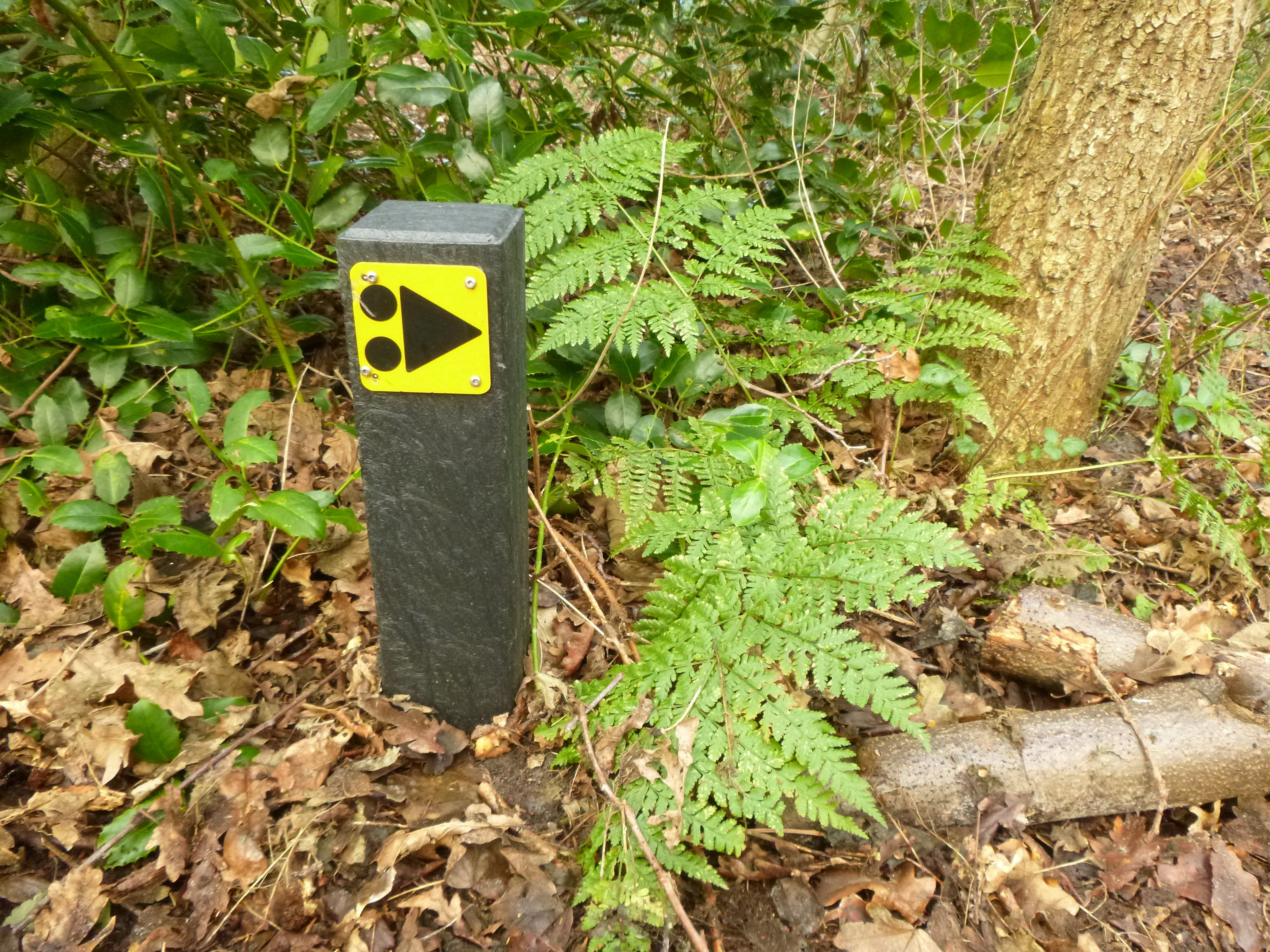
Bewegwijzering mtb-route
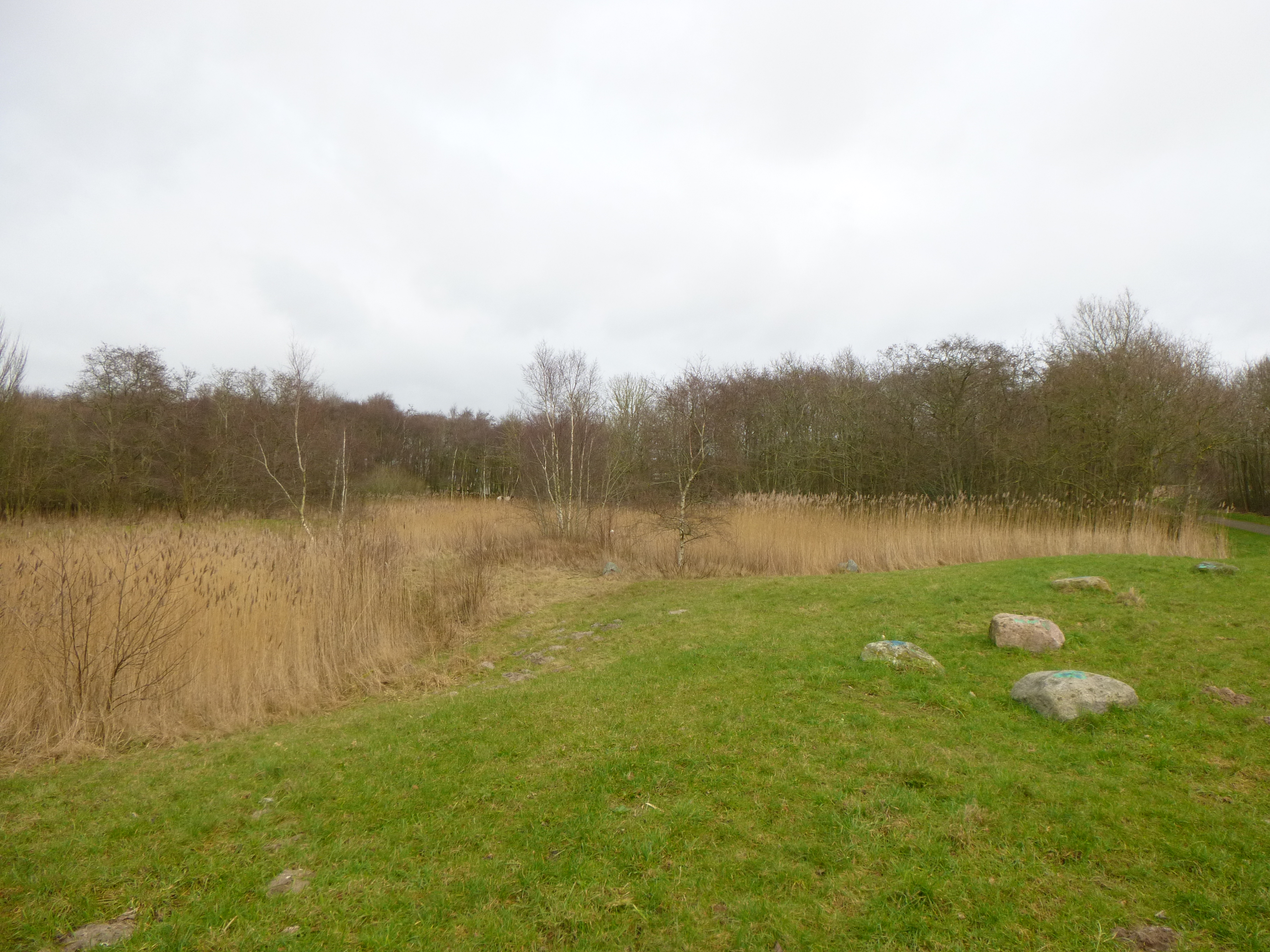
Poel met zwerfkeien
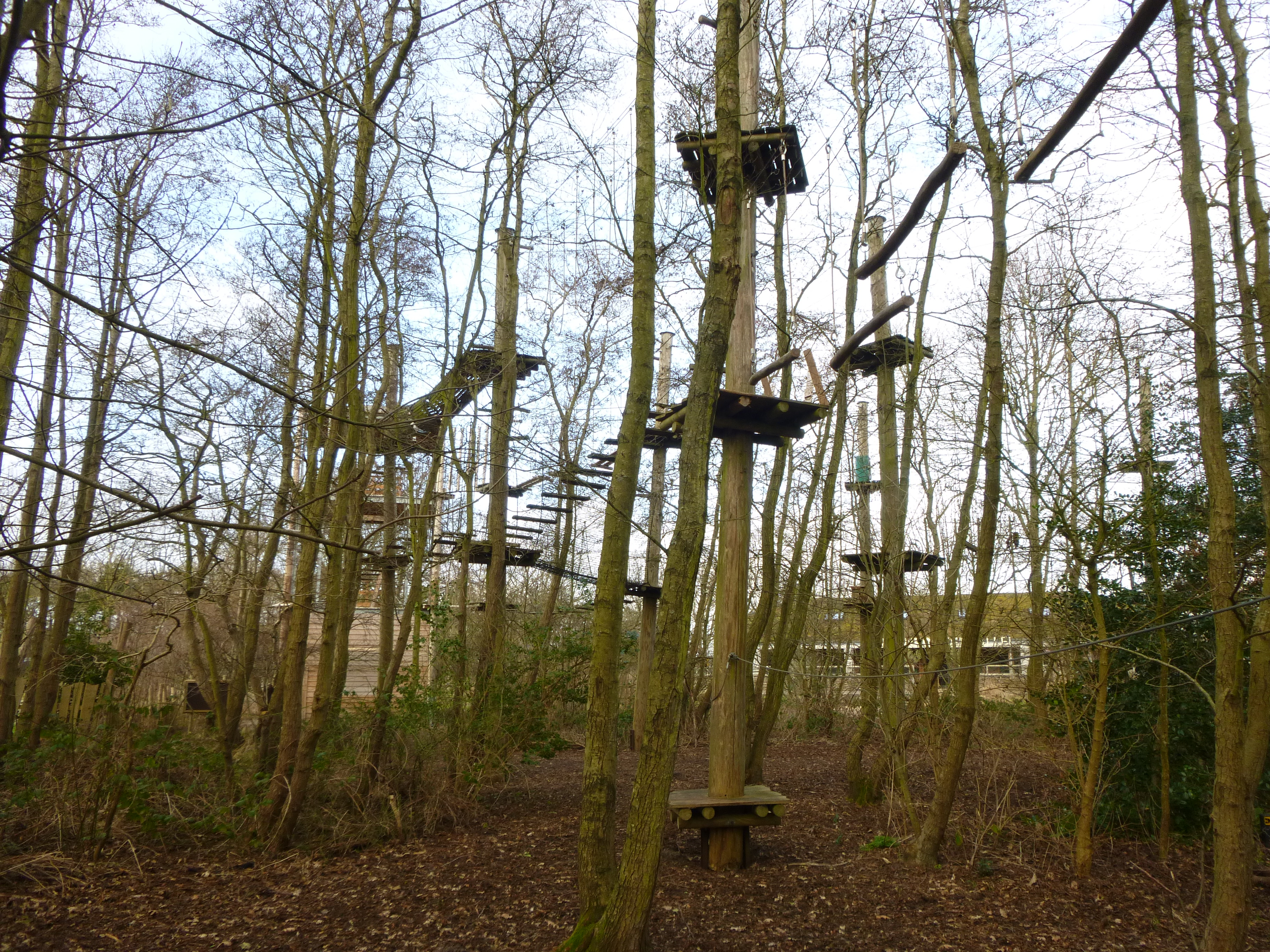
Het klimbos
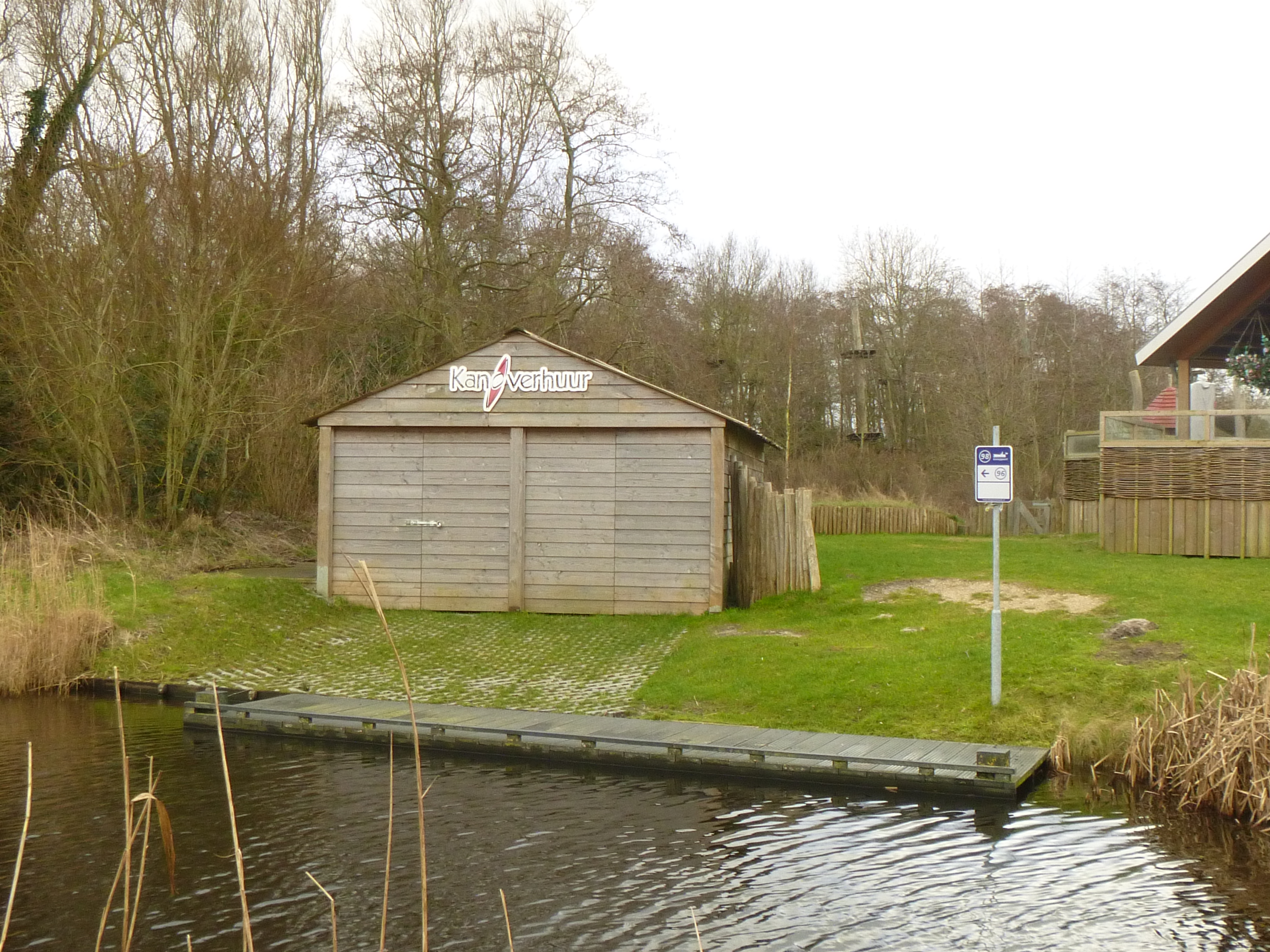
Kanoverhuur in het park
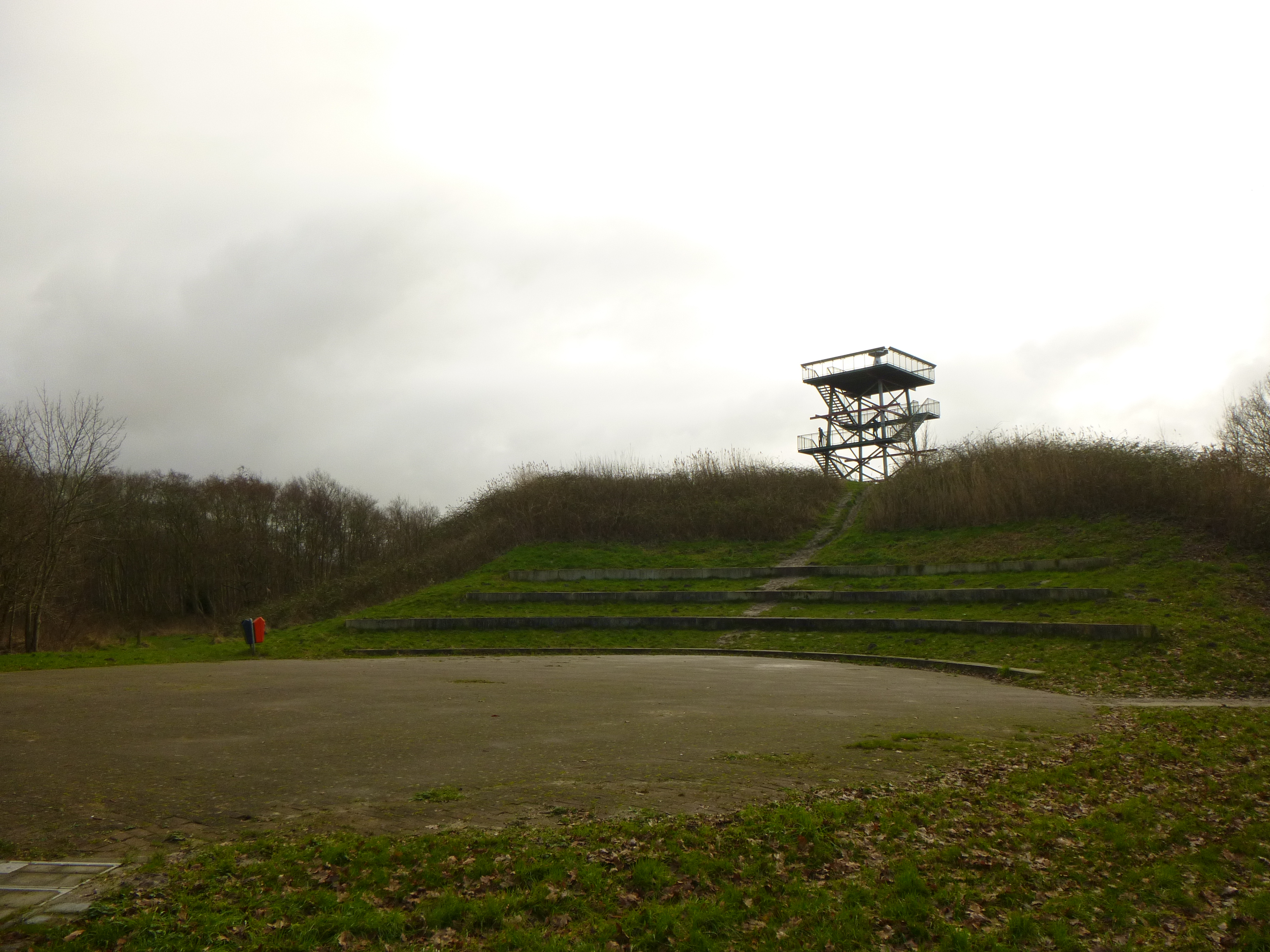
Het openluchttheater en de uitkijktoren
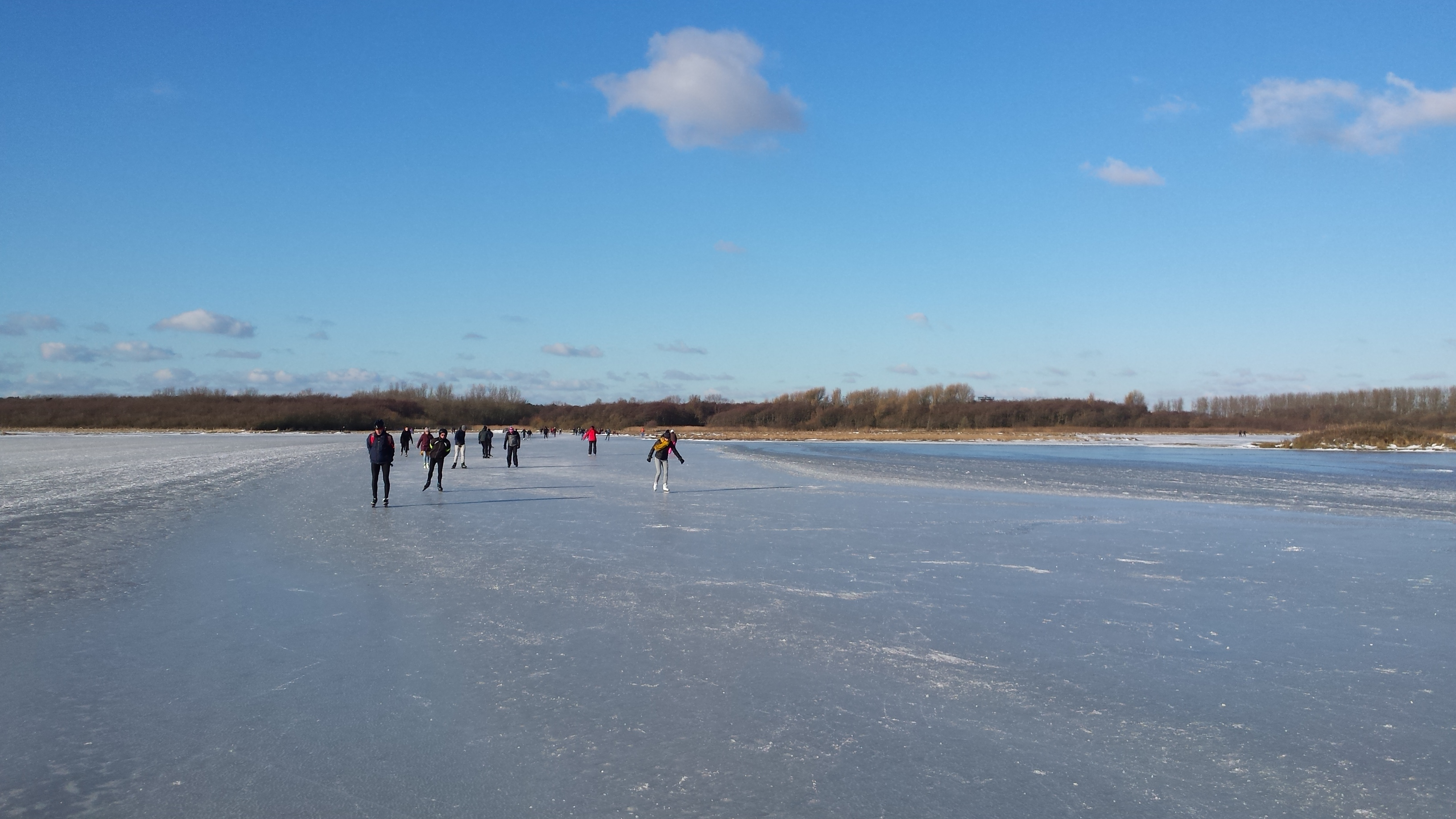
Schaatsers in natuurgebied Mariëndal

Donkere Duinen · Duinpark · (voormalig) Julianapark · (voormalig) Kennedypark · Kreekpark · Loopuytpark · Mariëndal · Quelderduyn · Rehorstpark · Schooterduinpark · Stadspark · Timorpark · Van der Vaartplantsoen